# Tatra RT6S
Tatra RT6S je typ částečně nízkopodlažní tramvaje, která byla vyrobena v ČKD Tatra jako prototyp v roce 1996. Sériová výroba tohoto modelu nebyla zahájena, jediný vůz byl několik let v provozu v Liberci, kde však zůstal od roku 2003 dlouhodobě odstaven a v roce 2013 byl odprodán.

## Historické pozadí
První česká nízkopodlažní tramvaj byla vyrobena v ČKD Tatra v roce 1993, jednalo se o prototyp vozu Tatra RT6N, který během následujících let prodělal různé zkušební a předváděcí jízdy po celém Česku a rovněž i v Polsku. Na tento model navázala tramvaj RT6S, která se měla stát modernějším pokračovatelem RT6N1. Prototyp byl vyroben v roce 1996, vzhledem k potížím výrobce, na kterého byl v roce 2000 vyhlášen konkurz, ale další vozy RT6S již nevznikly.

## Konstrukce

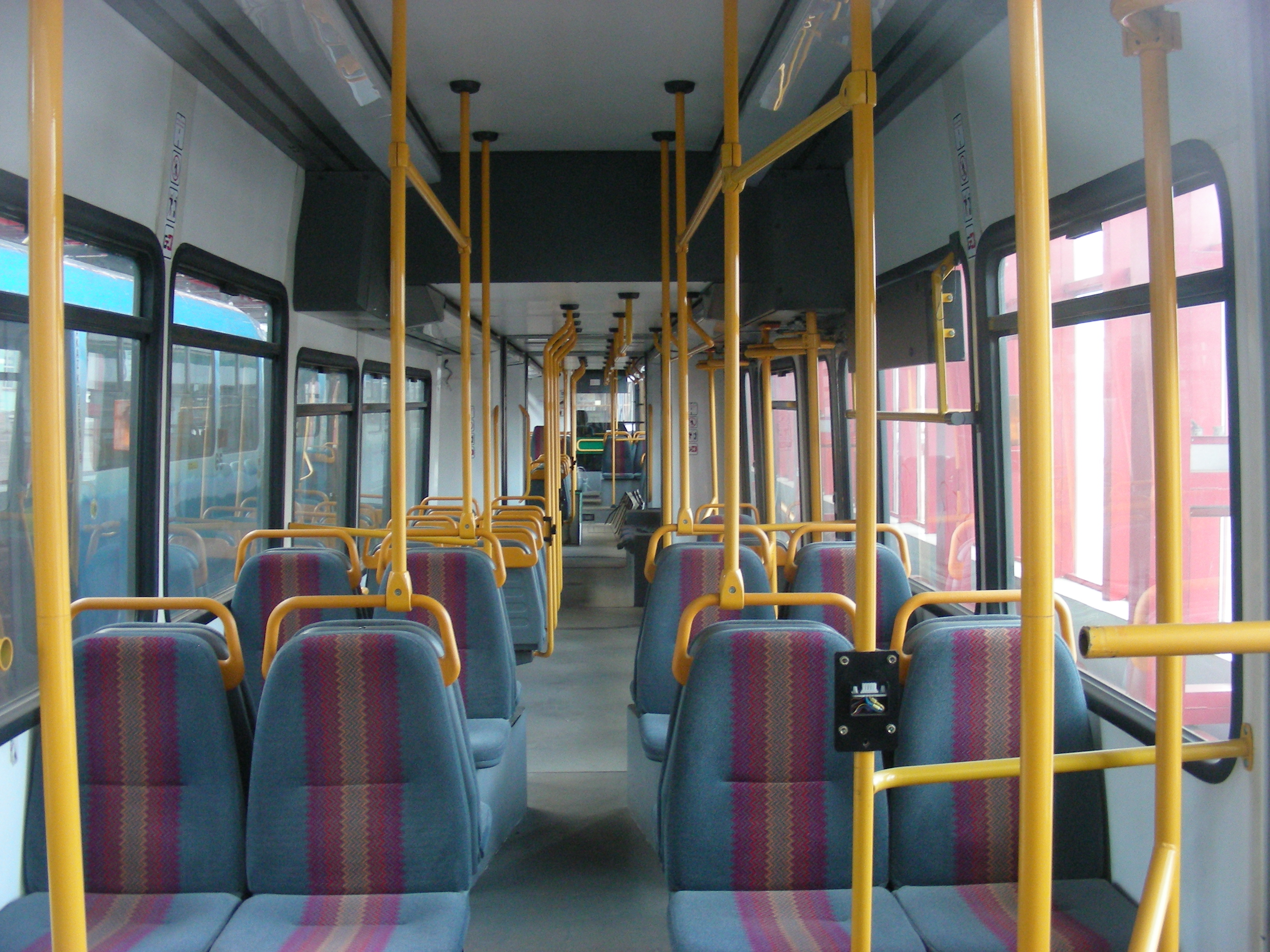
Interiér liberecké tramvaje RT6S

Mechanická část tramvaje RT6S vychází z předchozího typu RT6N. Jedná se o jednosměrný šestinápravový, částečně nízkopodlažní motorový tramvajový vůz. Vůz je usazen na třech podvozcích. Oba krajní, které jsou hnací, se nachází pod středněpodlažní částí předního a zadního článku. Vyrobila je německá firma Duewag a díky kolům s menším průměrem bylo možné snížit výšku podlahy z 900 mm nad temenem kolejnice (TK; hodnota u RT6N1) na 560 mm nad TK. Střední pojezd je tvořen čtyřmi samostatnými koly na výkyvných ramenech. Krátký prostřední článek (se sedačkami umístěnými podélně) společně s částmi krajních článků jsou nízkopodlažní s výškou podlahy 370 mm nad TK. Do nízkopodlažní části, která zabírá přibližně 2/3 délky vozidla, vedou čtvery dvoukřídlé dveře (dvoje v předním a dvoje v zadním článku), středněpodlažní část tramvaje je přístupná jednak přes schůdek v interiéru, jednak jednokřídlými dveřmi, které jsou umístěny v přední i zadní části vozidla. Přední i zadní čela tramvaje jsou totožná. Design vozu (stejně jako u RT6N1) navrhl Ing. arch. Patrik Kotas.
V obou krajních podvozcích se nachází dva asynchronní trakční motory, každý pohání jednu nápravu. Bezkontaktní elektrická výzbroj založená na IGBT tranzistorech pochází od firmy Siemens AG. Motory v podvozku jsou spojeny paralelně a jsou napájeny z trakčního měniče s digitálním řízením.

## Provoz tramvaje Tatra RT6S

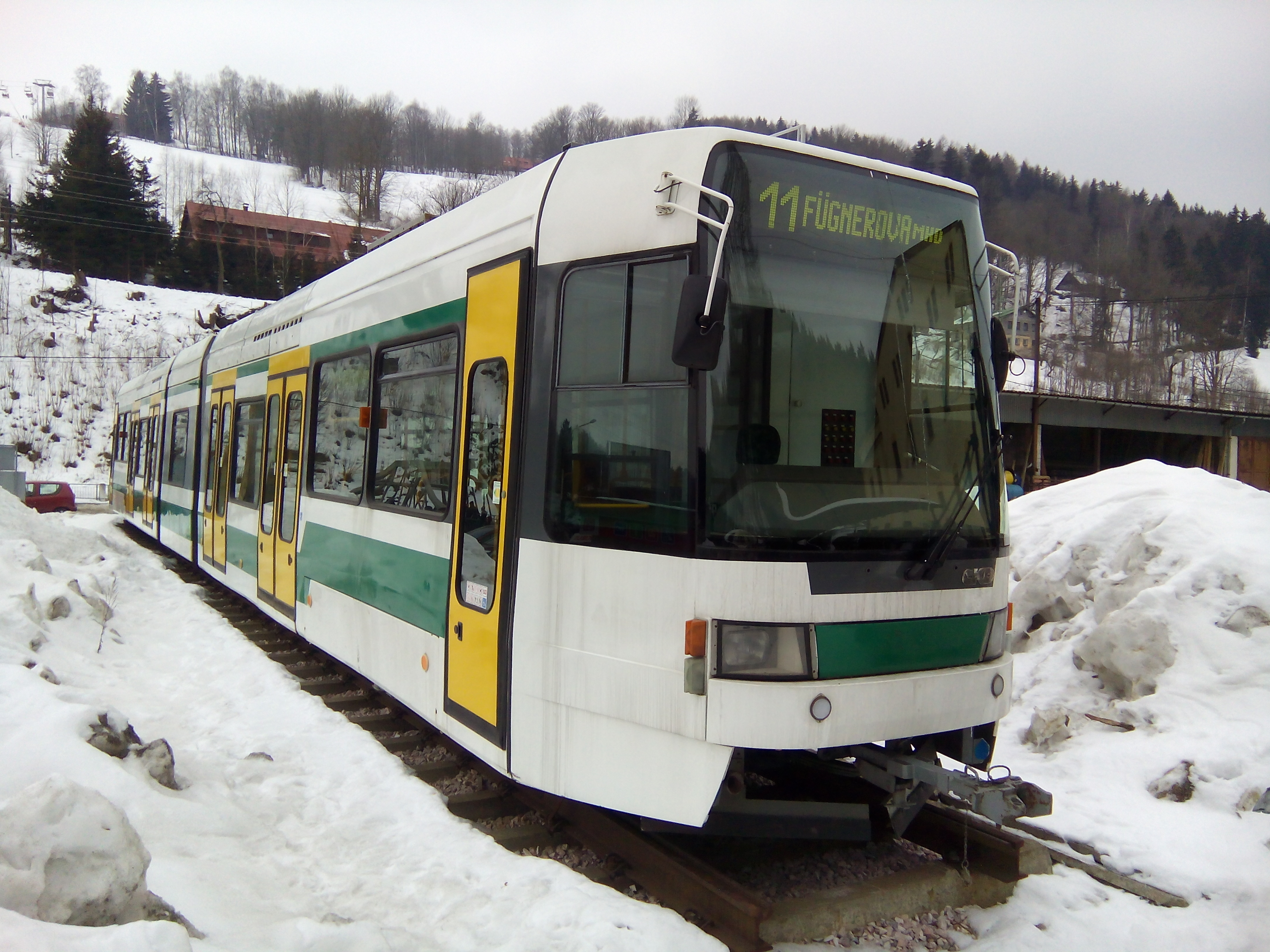
RT6S ve skiareálu Herlíkovice

Vůz byl dokončen v září 1996 (vystaven na Mezinárodním strojírenském veletrhu v Brně), zprovozněn byl vzhledem k problémům v srpnu 1997. V letech 1997–1998 pod číslem 0031 absolvoval zkušební jízdy v Praze. Následně byl prodán do Liberce (viz článek Tramvajová doprava v Liberci), kde obdržel evidenční číslo 85. Po zkušebním provozu bez cestujících v prosinci 1998 byl do provozu s cestujícími zařazen 31. prosince 1998. Vzhledem k různým problémům (brzda středního podvozku, elektrická výzbroj) byl často odstaven, kvůli čemuž nebyl Drážním úřadem schválen do pravidelného provozu. Kvůli těmto závadám a rychle se sjíždějícím obručím kol (důsledek použití kol menšího průměru) byl v listopadu 2003 definitivně odstaven v liberecké vozovně.
V roce 1998 objednal liberecký dopravní podnik šest upravených tramvají RT6SM (později označených jako LT36), které však nebyly vzhledem k problémům výrobce ČKD Dopravní systémy vyrobeny ani dodány.
Prototypový vůz měl být podle plánů ze 2. desetiletí 21. století využit jako exponát pro chystané liberecké tramvajové muzeum, k jehož realizaci ale nedošlo. Nakonec byl na konci roku 2013 odprodán a 13. prosince toho roku opustil na železničních vagónech Liberec. Převezen byl do Herlíkovic, kde stál pod širým nebem na krátkém kusu položené koleje. Tramvaj měla být v interiéru upravena a měla sloužit jako bar a půjčovna lyží, neboť se nacházela v blízkosti lyžařského areálu. Tento záměr se ale neuskutečnil, začátkem roku 2018 byl vůz RT6S nabízen k odprodeji a posléze byl z Herlíkovic odvezen.